# Jesús Codina
Jesús Codina Bourgon, conocido popularmente como Chus Codina, fue un jugador y también entrenador de baloncesto español. Nació en Segovia el 18 de diciembre de 1938. Falleció el 19 de julio de 1999 en Madrid.
Jugaba en el puesto de base. Medía 1,85 m de altura.
Se inició en el Club Estudiantes de Madrid, en Vigo y en el Picadero Jockey Club de Barcelona. También fue seleccionado en la selección española en 91 ocasiones y participó en los Juegos Olímpicos de Roma 60 y México 68, y en los Campeonatos de Europa de Belgrado en 1961, y Breslavia en 1963.
Como entrenador entrenó a Estudiantes, Granollers, Cajamadrid y Cajabilbao.

## Trayectoria como jugador
- 1958-64 Club Baloncesto Estudiantes. Liga Nacional
- 1963-65 CB Vigo. Liga Nacional
- 1965-73 Picadero JC. Liga Nacional

## Trayectoria como entrenador
- 1973-75 Club Baloncesto Estudiantes. Liga Nacional
- 1978-81 Club Baloncesto Estudiantes. Liga Nacional
- 1981-87 Granollers. Liga Nacional (hasta el 83) y liga ACB. 
  - 1987 CB Cajamadrid. Primera B
- 1987-88 CB Cajamadrid. Primera B
- 1988-89 Universidad de Misuri. NCAA (como entrenador ayudante de Norm Stewart)
- 1989-91 CB Cajabilbao. Liga ACB.

## Palmarés
- Campeón de la Copa de España en las ediciones de 1963 y 1968.
- Tres veces subcampeón de liga en las ediciones 1962-63, 1965-66 y 1969-70.